# Jean-Marc Sauvant

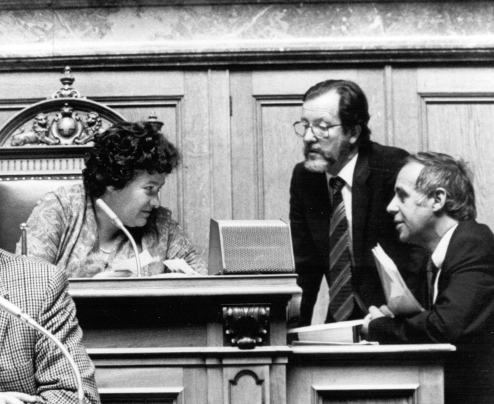
Jean-Marc Sauvant tussen voorzitster Hedi Lang en parlementslid Jean Ziegler in de vergaderzaal van de Nationale Raad.

Jean-Marc Sauvant (La Chaux-de-Fonds, 15 juni 1927 - Vallamand, 28 januari 2012) was een Zwitsers politicus.

## Biografie
Jean-Marc Sauvant volgde het gymnasium in La Chaux-de-Fonds en studeerde rechten aan de Universiteit van Genève. Vervolgens was hij stadsklerk van La Chaux-de-Fonds. Vanaf 1957 werkte hij als jurist in de Bondskanselarij. Hij werd in 1969 verkozen tot vicekanselier. Hij was de laatste vicebondskanselier die tegelijkertijd ook secretaris was van de Kantonsraad. Van 1981 tot 1991 was hij secretaris-generaal van de Bondsvergadering, waardoor hij aan het hoofd kwam te staan van de parlementaire administratie.